# Svetlana Cherneva
Svetlana Cherneva (née le 8 octobre 1962) est une joueuse de tennis soviétique puis russe, professionnelle du début des années 1980 à 1995. Elle est aussi connue sous son nom de femme mariée, Svetlana Parkhomenko.
En 1984, issue des qualifications, elle a joué le 3e tour à Wimbledon (battue par Wendy Turnbull), sa meilleure performance en simple dans une épreuve du Grand Chelem.
C'est en double dames que Svetlana Parkhomenko s'est le plus particulièrement illustrée. 8e mondiale de la discipline en janvier 1988, elle a remporté neuf titres WTA pendant sa carrière, dont huit aux côtés de Larisa Neiland. Avec cette dernière, elle a également été demi-finaliste à Wimbledon en 1987.

## Palmarès

### Titres en double dames
| No | Date       | Nom et lieu du tournoi                    | Catégorie | Dotation  | Surface         | Partenaire       | Finalistes                        | Score         |          |
| -- | ---------- | ----------------------------------------- | --------- | --------- | --------------- | ---------------- | --------------------------------- | ------------- | -------- |
| 1  | 01-04-1985 | Seabrook Seabrook Island                  |           | 75 000 $  | Terre (ext.)    | Larisa Savchenko | Elise Burgin Lori McNeil          | 6-1, 6-3      | Parcours |
| 2  | 09-09-1985 | Virginia Slims of Utah Salt Lake City     |           | 75 000 $  | Dur (ext.)      | Larisa Savchenko | Rosalyn Fairbank Beverly Mould    | 7-5, 6-2      | Parcours |
| 3  | 03-11-1986 | Virginia Slims of Arkansas Little Rock    |           | 75 000 $  | Moquette (int.) | Larisa Savchenko | Iva Budařová Beth Herr            | 6-2, 1-6, 6-1 | Parcours |
| 4  | 02-02-1987 | Virginia Slims of Kansas Wichita          |           | 75 000 $  | Moquette (int.) | Larisa Savchenko | Barbara Potter Wendy White        | 6-2, 6-4      | Parcours |
| 5  | 09-02-1987 | Virginia Slims of Oklahoma Oklahoma City  |           | 75 000 $  | Dur (int.)      | Larisa Savchenko | Lori McNeil Kim Sands             | 6-4, 6-4      | Parcours |
| 6  | 16-02-1987 | Virginia Slims of Florida Boca Raton      |           | 250 000 $ | Dur (ext.)      | Larisa Savchenko | Chris Evert Pam Shriver           | 6-0, 3-6, 6-2 | Parcours |
| 7  | 15-06-1987 | Pilkington Glass Championships Eastbourne |           | 200 000 $ | Gazon (ext.)    | Larisa Savchenko | Rosalyn Fairbank Elizabeth Smylie | 7-6, 4-6, 7-5 | Parcours |
| 8  | 29-02-1988 | Virginia Slims of Kansas Wichita          | Tier V    | 100 000 $ | Dur (int.)      | Natalia Bykova   | Jana Novotná Catherine Suire      | 6-3, 6-4      | Parcours |

### Finales en double dames
| No | Date       | Nom et lieu du tournoi                            | Catégorie | Dotation  | Surface         | Vainqueures                         | Partenaire       | Score         |          |
| -- | ---------- | ------------------------------------------------- | --------- | --------- | --------------- | ----------------------------------- | ---------------- | ------------- | -------- |
| 1  | 21-01-1985 | Virginia Slims of Florida Key Biscayne            |           | 150 000 $ | Dur (ext.)      | Kathy Jordan Elizabeth Smylie       | Larisa Savchenko | 6-4, 7-6      | Parcours |
| 2  | 08-04-1985 | Family Circle Mag. Cup Hilton Head                |           | 200 000 $ | Terre (ext.)    | Rosalyn Fairbank Pam Shriver        | Larisa Savchenko | 6-4, 6-1      | Parcours |
| 3  | 22-09-1986 | Virginia Slims of Tulsa Tulsa                     |           | 75 000 $  | Dur (ext.)      | Camille Benjamin Dinky Van Rensburg | Larisa Savchenko | 7-6, 7-5      | Parcours |
| 4  | 29-09-1986 | Virginia Slims of New Orleans La Nouvelle-Orléans |           | 150 000 $ | Moquette (int.) | Candy Reynolds Anne Smith           | Larisa Savchenko | 6-3, 3-6, 6-3 | Parcours |
| 5  | 18-04-1988 | Singapore Open Singapour                          | Tier V    | 50 000 $  | Dur (ext.)      | Natalia Bykova Natalia Medvedeva    | Leila Meskhi     | 7-6, 6-3      | Parcours |
| 6  | 06-06-1988 | Dow Chemical Classic Birmingham                   | Tier V    | 150 000 $ | Gazon (ext.)    | Larisa Savchenko Natasha Zvereva    | Leila Meskhi     | 6-4, 6-1      | Parcours |

## Parcours en Grand Chelem

### En simple dames
| Année | Open d'Australie (janvier) | Open d'Australie (janvier) | Internationaux de France | Internationaux de France | Wimbledon       | Wimbledon      | US Open         | US Open      | Open d'Australie (décembre) | Open d'Australie (décembre) |
| 1984  | n/a                        | n/a                        | -                        | -                        | 3e tour (1/16)  | Wendy Turnbull | -               | -            | 1er tour (1/32)             | Dianne Balestrat            |
| 1986  | n/a                        | n/a                        | 1er tour (1/64)          | Neige Dias               | 1er tour (1/64) | Elise Burgin   | -               | -            | n/a                         | n/a                         |
| 1987  | -                          | -                          | -                        | -                        | 2e tour (1/32)  | Gigi Fernández | 1er tour (1/64) | Jana Novotná | n/a                         | n/a                         |
| 1988  | -                          | -                          | -                        | -                        | 2e tour (1/32)  | Pam Shriver    | -               | -            | n/a                         | n/a                         |

À droite du résultat, l’ultime adversaire.

### En double dames
| Année | Open d'Australie (janvier) | Open d'Australie (janvier) | Internationaux de France   | Internationaux de France   | Wimbledon                    | Wimbledon                  | US Open                     | US Open                 | Open d'Australie (décembre) | Open d'Australie (décembre) |
| 1983  | n/a                        | n/a                        | -                          | -                          | 1/4 de finale L. Savchenko   | B. Potter Sharon Walsh     | 2e tour (1/16) L. Savchenko | B. J. King Sharon Walsh | -                           | -                           |
| 1984  | n/a                        | n/a                        | -                          | -                          | 1/4 de finale L. Savchenko   | Jo Durie Ann Kiyomura      | -                           | -                       | 2e tour (1/8) L. Savchenko  | M. L. Piatek Kim Jones      |
| 1985  | n/a                        | n/a                        | -                          | -                          | 1/4 de finale L. Savchenko   | H. Mandlíková W. Turnbull  | -                           | -                       | -                           | -                           |
| 1986  | n/a                        | n/a                        | 1/4 de finale L. Savchenko | Kohde-Kilsch Helena Suková | 1er tour (1/32) L. Savchenko | Jenny Byrne J. Thompson    | -                           | -                       | n/a                         | n/a                         |
| 1987  | -                          | -                          | -                          | -                          | 1/2 finale L. Savchenko      | Kohde-Kilsch Helena Suková | 3e tour (1/8) N. Bykova     | Kathy Jordan E. Smylie  | n/a                         | n/a                         |
| 1988  | -                          | -                          | -                          | -                          | 2e tour (1/16) Leila Meskhi  | Beth Herr K. Maleeva       | -                           | -                       | n/a                         | n/a                         |
| 1993  | -                          | -                          | -                          | -                          | 1er tour (1/32) N. Bykova    | Pam Shriver E. Smylie      | -                           | -                       | n/a                         | n/a                         |

Sous le résultat, la partenaire ; à droite, l’ultime équipe adverse.

### En double mixte
| Année | Open d'Australie | Open d'Australie | Internationaux de France  | Internationaux de France | Wimbledon | Wimbledon | US Open | US Open |
| 1986  | n/a              | n/a              | 1er tour (1/32) A. Zverev | R. Fairbank M. Edmondson | -         | -         | -       | -       |

Sous le résultat, le partenaire ; à droite, l’ultime équipe adverse.

## Parcours aux Masters

### En double dames
| # | Date       | Nom de l'édition                      | ($)     | Surface         | Résultat      | Partenaire       | Ultimes adversaires                | Score         |          |
| - | ---------- | ------------------------------------- | ------- | --------------- | ------------- | ---------------- | ---------------------------------- | ------------- | -------- |
| 1 | 17/03/1986 | Virginia Slims Championships New York | 500 000 | Moquette (int.) | 1/2 finale    | Larisa Savchenko | Claudia Kohde-Kilsch Helena Suková | 7-5, 6-1      | Parcours |
| 2 | 17/11/1986 | Virginia Slims Championships New York | 500 000 | Moquette (int.) | 1/4 de finale | Larisa Savchenko | Claudia Kohde-Kilsch Helena Suková | 2-6, 7-6, 6-2 | Parcours |
| 3 | 16/11/1987 | Virginia Slims Championships New York | 500 000 | Moquette (int.) | 1/4 de finale | Larisa Savchenko | Steffi Graf Gabriela Sabatini      | 6-1, 6-4      | Parcours |

## Parcours en Coupe de la Fédération
| #                                                                      | Date       | Lieu        | Surface      | Gagnante(s)                        | Perdante(s)                            | Score         |          |
|                                                                        |            |             |              |                                    |                                        |               |          |
| 1981 - 1er tour (groupe mondial) - URSS - Danemark - 3 : 0             |            |             |              |                                    |                                        |               |          |
| 1                                                                      | 09/11/1981 | Tokyo       | Terre (ext.) | Svetlana Cherneva Olga Zaitseva    | Birgitte Hermansen Anne-Mette Sorensen | 6-0, 6-2      | Parcours |
|                                                                        |            |             |              |                                    |                                        |               |          |
| 1981 - 2e tour (groupe mondial) - URSS - Tchécoslovaquie - 2 : 1       |            |             |              |                                    |                                        |               |          |
| 2                                                                      | 09/11/1981 | Tokyo       | Terre (ext.) | Svetlana Cherneva Olga Zaitseva    | Hana Mandlíková Renáta Tomanová        | 6-4, 6-3      | Parcours |
|                                                                        |            |             |              |                                    |                                        |               |          |
| 1981 - 1/4 de finale (groupe mondial) - Grande-Bretagne - URSS - 2 : 1 |            |             |              |                                    |                                        |               |          |
| 3                                                                      | 09/11/1981 | Tokyo       | Terre (ext.) | Sue Barker Virginia Wade           | Svetlana Cherneva Olga Zaitseva        | 6-3, 6-1      | Parcours |
|                                                                        |            |             |              |                                    |                                        |               |          |
| 1982 - 1er tour (groupe mondial) - URSS - Espagne - 3 : 0              |            |             |              |                                    |                                        |               |          |
| 4                                                                      | 19/07/1982 | Santa Clara | Dur (ext.)   | Svetlana Cherneva Ludmila Makarova | Ana Almansa Begonia Erana              | 6-3, 6-1      | Parcours |
|                                                                        |            |             |              |                                    |                                        |               |          |
| 1982 - 1/4 de finale (groupe mondial) - URSS - Australie - 0 : 3       |            |             |              |                                    |                                        |               |          |
| 5                                                                      | 19/07/1982 | Santa Clara | Dur (ext.)   | Evonne Goolagong Susan Leo         | Svetlana Cherneva Elena Eliseenko      | 7-5, 6-4      | Parcours |
|                                                                        |            |             |              |                                    |                                        |               |          |
| 1983 - 1er tour (groupe mondial) - URSS - Australie - 0 : 3            |            |             |              |                                    |                                        |               |          |
| 6                                                                      | 18/07/1983 | Zurich      | Terre (ext.) | Dianne Balestrat Susan Leo         | Svetlana Cherneva Larisa Savchenko     | 7-5, 6-3      | Parcours |
|                                                                        |            |             |              |                                    |                                        |               |          |
| 1984 - 1er tour (groupe mondial) - URSS - Uruguay - 3 : 0              |            |             |              |                                    |                                        |               |          |
| 7                                                                      | 16/07/1984 | São Paulo   | Terre (ext.) | Svetlana Cherneva                  | Maria-Jose Olave                       | 6-0, 6-1      | Parcours |
| 7                                                                      | 16/07/1984 | São Paulo   | Terre (ext.) | Svetlana Cherneva Natasha Reva     | Mariela Clavijo Claudia Van der Weck   | 6-0, 6-1      | Parcours |
|                                                                        |            |             |              |                                    |                                        |               |          |
| 1984 - 2e tour (groupe mondial) - URSS - Bulgarie - 1 : 2              |            |             |              |                                    |                                        |               |          |
| 8                                                                      | 16/07/1984 | São Paulo   | Terre (ext.) | Katerina Maleeva                   | Svetlana Cherneva                      | 7-6, 6-3      | Parcours |
|                                                                        |            |             |              |                                    |                                        |               |          |
| 1985 - 1er tour (groupe mondial) - Bulgarie - URSS - 3 : 0             |            |             |              |                                    |                                        |               |          |
| 9                                                                      | 08/10/1985 | Nagoya      | Dur (ext.)   | Katerina Maleeva Manuela Maleeva   | Natalia Bykova Svetlana Cherneva       | 6-3, 7-5      | Parcours |
|                                                                        |            |             |              |                                    |                                        |               |          |
| 1986 - 1er tour (groupe mondial) - URSS - Bulgarie - 1 : 2             |            |             |              |                                    |                                        |               |          |
| 10                                                                     | 22/07/1986 | Prague      | Terre (ext.) | Svetlana Cherneva Larisa Savchenko | Katerina Maleeva Manuela Maleeva       | 1-6, 6-4, 6-1 | Parcours |
|                                                                        |            |             |              |                                    |                                        |               |          |
| 1987 - 1er tour (groupe mondial) - Israël - URSS - 0 : 3               |            |             |              |                                    |                                        |               |          |
| 11                                                                     | 28/07/1987 | Vancouver   |              | Svetlana Cherneva Larisa Savchenko | Ilana Berger Dalia Koriat              | 6-1, 6-1      | Parcours |
|                                                                        |            |             |              |                                    |                                        |               |          |
| 1987 - 2e tour (groupe mondial) - Canada - URSS - 2 : 1                |            |             |              |                                    |                                        |               |          |
| 12                                                                     | 28/07/1987 | Vancouver   |              | Jill Hetherington Helen Kelesi     | Svetlana Cherneva Larisa Savchenko     | 6-4, 6-3      | Parcours |

## Classements WTA en fin de saison

### En simple
| Année | 1986 | 1987 | 1988 | 1992 | 1993 | 1994 | 1995 |
| Rang  | 89   | 110  | 76   | 327  | 317  | 376  | 982  |

Source : (en) « Classements de Svetlana Cherneva », sur le site officiel du WTA Tour

### En double
| Année | 1986 | 1987 | 1988 | 1992 | 1993 | 1994 |
| Rang  | 27   | 9    | 35   | 262  | 212  | 201  |

Source : (en) « Classements de Svetlana Cherneva », sur le site officiel du WTA Tour